# 京田邊市
京田邊市（日语：／ Kyōtanabe shi */?）是位於京都府南部的城市，同時與大阪府和奈良縣接鄰，地處三府縣三角地帶的中心，木津川由轄區東北側通過，轄區西南側為生駒山地，主要市區位於生駒山地和木津川之間的平原區域。

## 人口
| 京田邊市人口分布圖 |                                                 |  |
| 京田邊市與日本全國年齡別人口分布比較圖 （2005年資料） | 京田邊市的年齡、男女別人口分布圖 （2005年資料） |  |
| ■紫色是京田邊市 ■綠色是全国 | ■藍色是男性 ■紅色是女性                         |  |
| 京田邊市人口變化 \| 1970年 \| 21,507人 \| \| \| 1975年 \| 30,022人 \| \| \| 1980年 \| 39,198人 \| \| \| 1985年 \| 44,465人 \| \| \| 1990年 \| 48,899人 \| \| \| 1995年 \| 53,040人 \| \| \| 2000年 \| 59,577人 \| \| \| 2005年 \| 64,008人 \| \| \| 2010年 \| 67,910人 \| \| \| 2015年 \| 70,835人 \| \| \| 2020年 \| 73,753人 \| \| |                                                 |  |
| 資料來源：日本總務省統計中心提供之人口普查數據 |                                                 |  |
| 1970年 | 21,507人                                        |  |
| 1975年 | 30,022人                                        |  |
| 1980年 | 39,198人                                        |  |
| 1985年 | 44,465人                                        |  |
| 1990年 | 48,899人                                        |  |
| 1995年 | 53,040人                                        |  |
| 2000年 | 59,577人                                        |  |
| 2005年 | 64,008人                                        |  |
| 2010年 | 67,910人                                        |  |
| 2015年 | 70,835人                                        |  |
| 2020年 | 73,753人                                        |  |

## 歷史
在令制國時代屬於山城國綴喜郡，進入江戶時代後大部分區域屬於淀藩的領地，另有部分區域屬於幕府或是皇室的天領。明治維新後，先後分屬京都裁判所、京都府、淀縣，直到1871年才被全數併入京都府之管轄。
1889年實施町村制，現在的京田邊市範圍在當時分屬：大住村、田邊村、草內村、三山木村、普賢寺村，田邊村先於1906年改制為田邊町，1951年其餘4村一同併入田邊町，形成現在京田邊市的範圍。1997年田邊町改制為市，但由於當時已有和歌山縣田邊市，因此取用「京都府」的「京」，以「京田邊市」作為改制後的名稱。

### 變遷表
| 1889年4月1日 | 1889年 - 1926年       | 1926年 - 1944年       | 1945年 - 1954年         | 1955年 - 1989年 | 1989年 - 现在         | 现在                  |
| ------------ | --------------------- | --------------------- | ----------------------- | --------------- | --------------------- | --------------------- |
| 田边村       | 1906年10月12日 田边町 | 1906年10月12日 田边町 | 1906年10月12日 田边町   | 田边町          | 1997年4月1日 京田边市 | 1997年4月1日 京田边市 |
| 普贤寺村     | 普贤寺村              | 普贤寺村              | 1951年4月1日 并入田边町 | 田边町          | 1997年4月1日 京田边市 | 1997年4月1日 京田边市 |
| 三山木村     |                       |                       | 1951年4月1日 并入田边町 | 田边町          | 1997年4月1日 京田边市 | 1997年4月1日 京田边市 |
| 草内村       |                       |                       | 1951年4月1日 并入田边町 | 田边町          | 1997年4月1日 京田边市 | 1997年4月1日 京田边市 |
| 大住村       |                       |                       | 1951年4月1日 并入田边町 | 田边町          | 1997年4月1日 京田边市 | 1997年4月1日 京田边市 |

## 交通

### 鐵路
近畿日本鐵道京都線以南北向通過轄內市區，可往北通往京都市，往南連結奈良市；西日本旅客鐵道片町線（學研都市線）則可往西連結大阪市，往東通往木津川市。
北陸新幹線規劃中連結京都車站至新大阪車站的南迴延伸線現規劃中也考慮在松井山手車站設站。
- 西日本旅客鐵道（JR西日本）
  - 片町線（學研都市線）：（←精華町） - JR三山木車站 - 同志社前車站 - 京田邊車站 - 大住車站 - 松井山手車站 - （枚方市→）

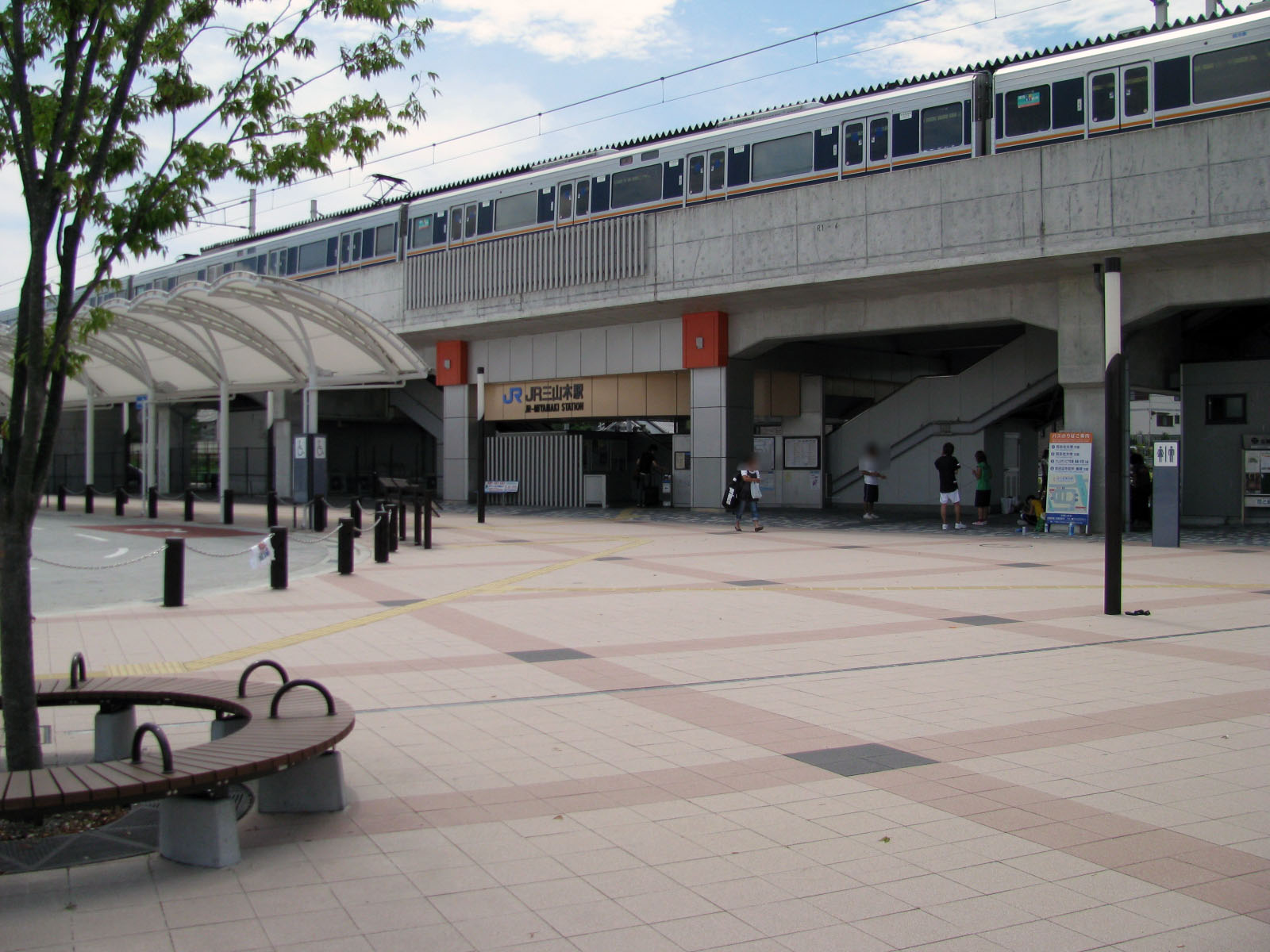
JR三山木車站
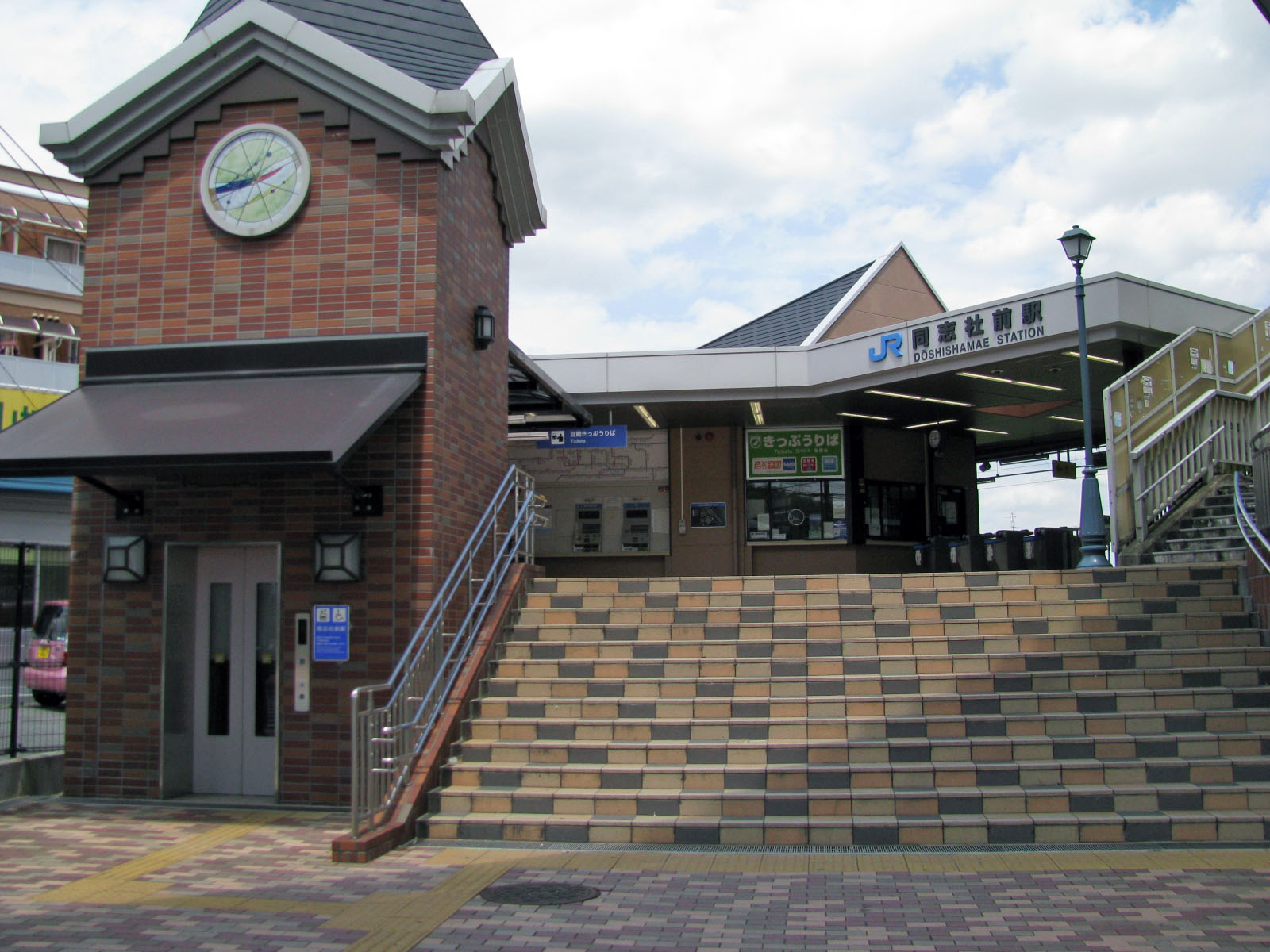
同志社前車站
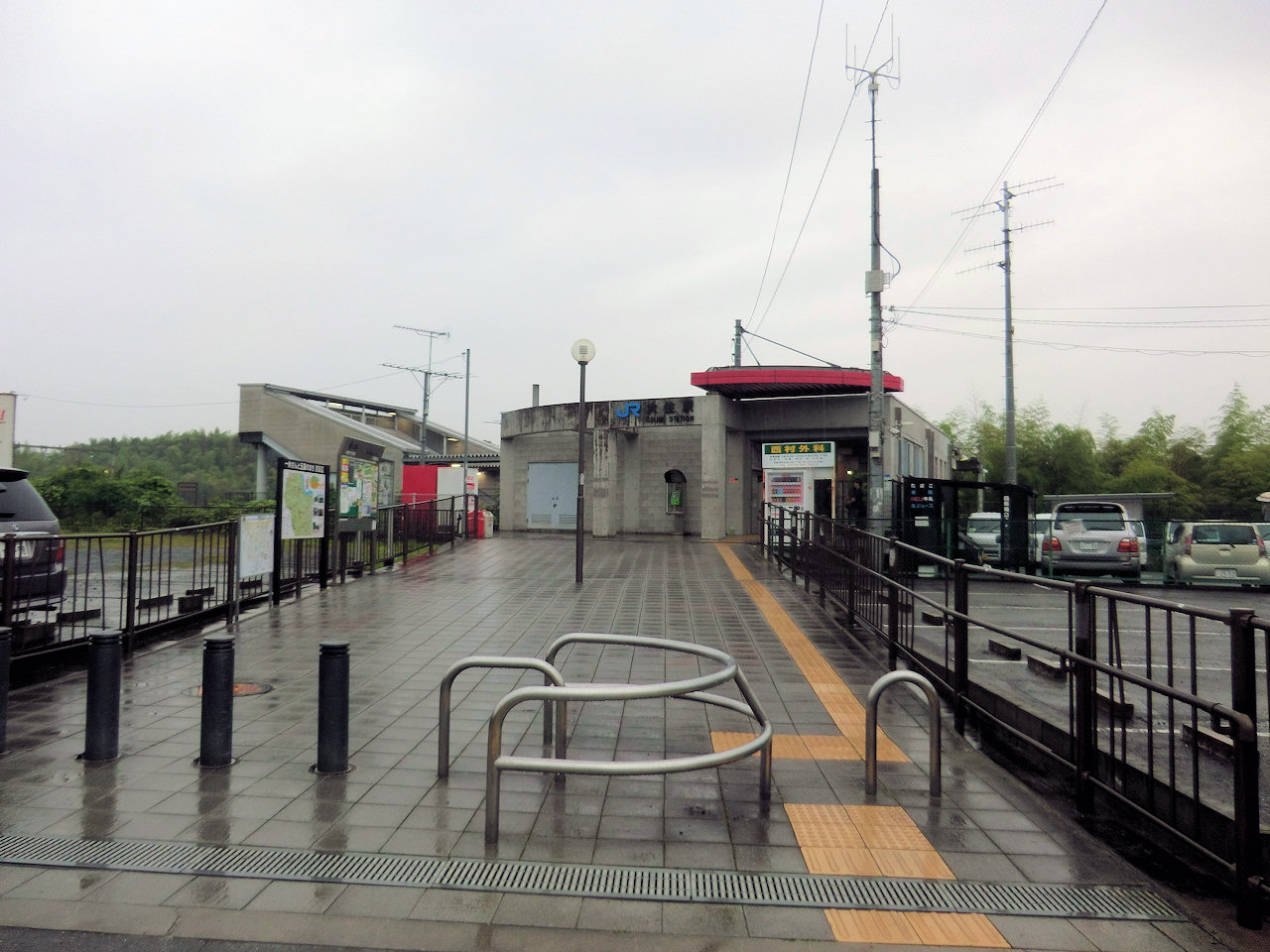
大住車站
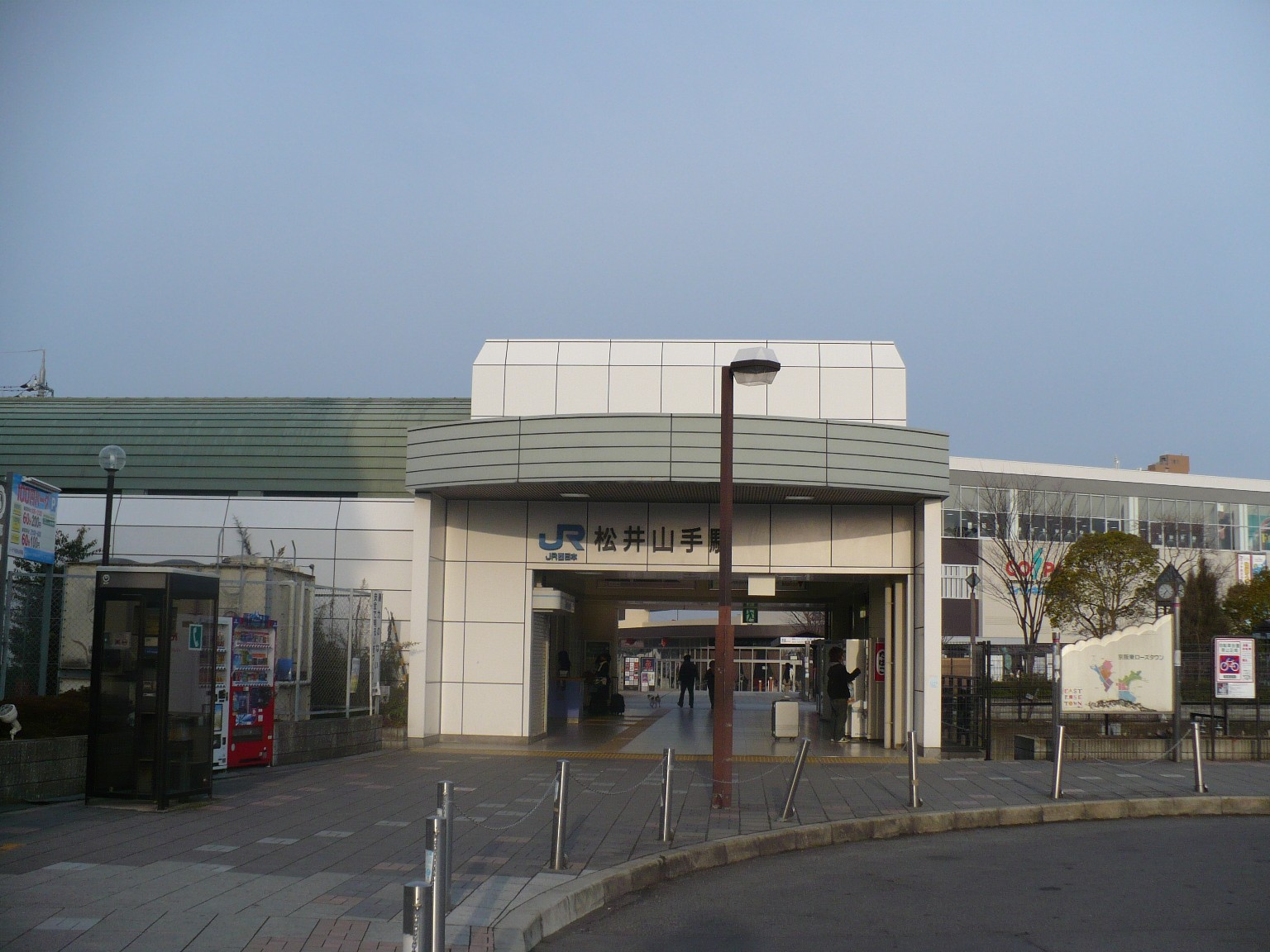
松井山手車站

- 近畿日本鐵道（近鐵）
  - 京都線：（←城陽市） - 新田邊車站 - 興戶車站 - 三山木車站 - 近鐵宮津車站 - （精華町→）

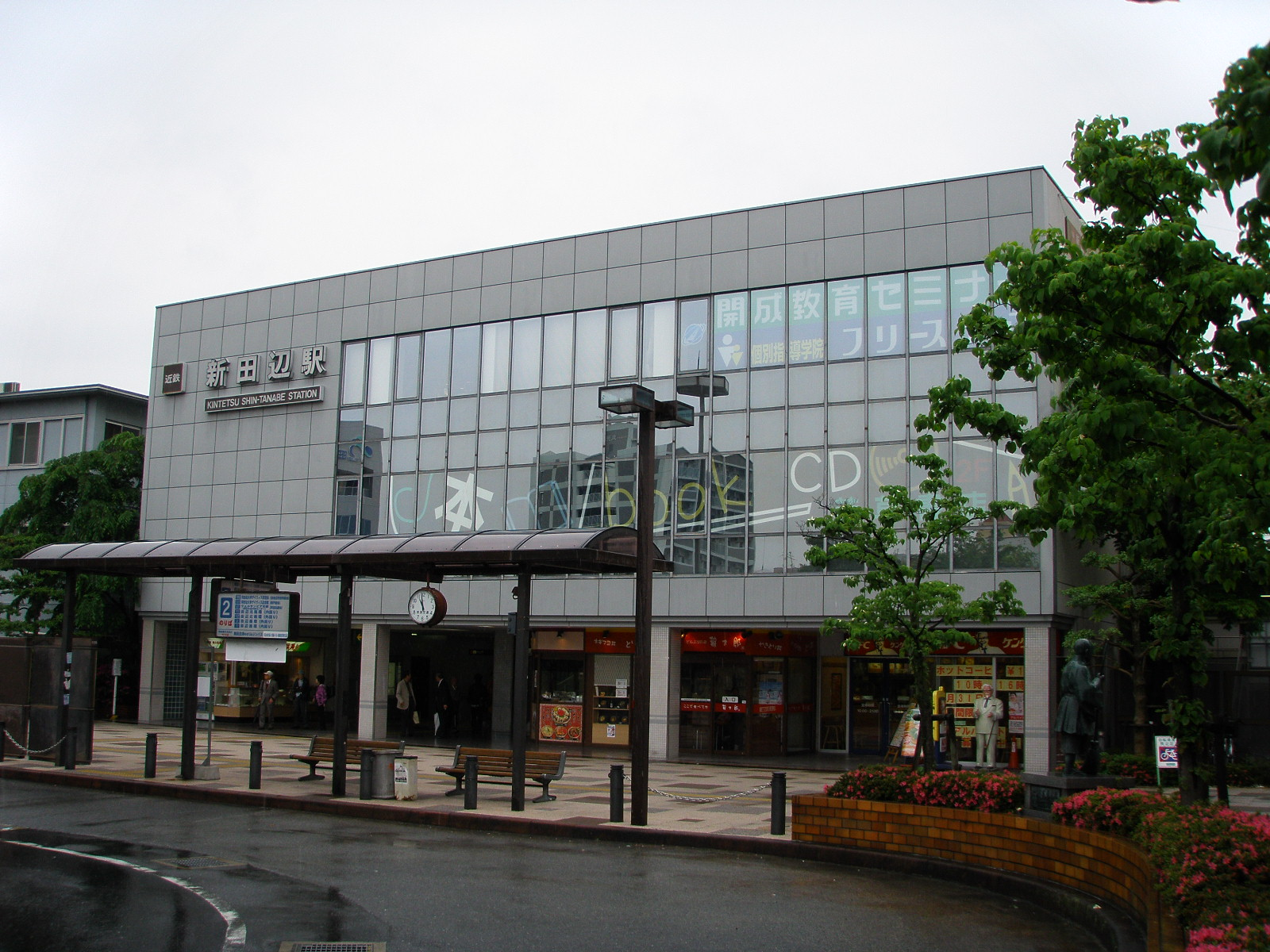
新田邊車站
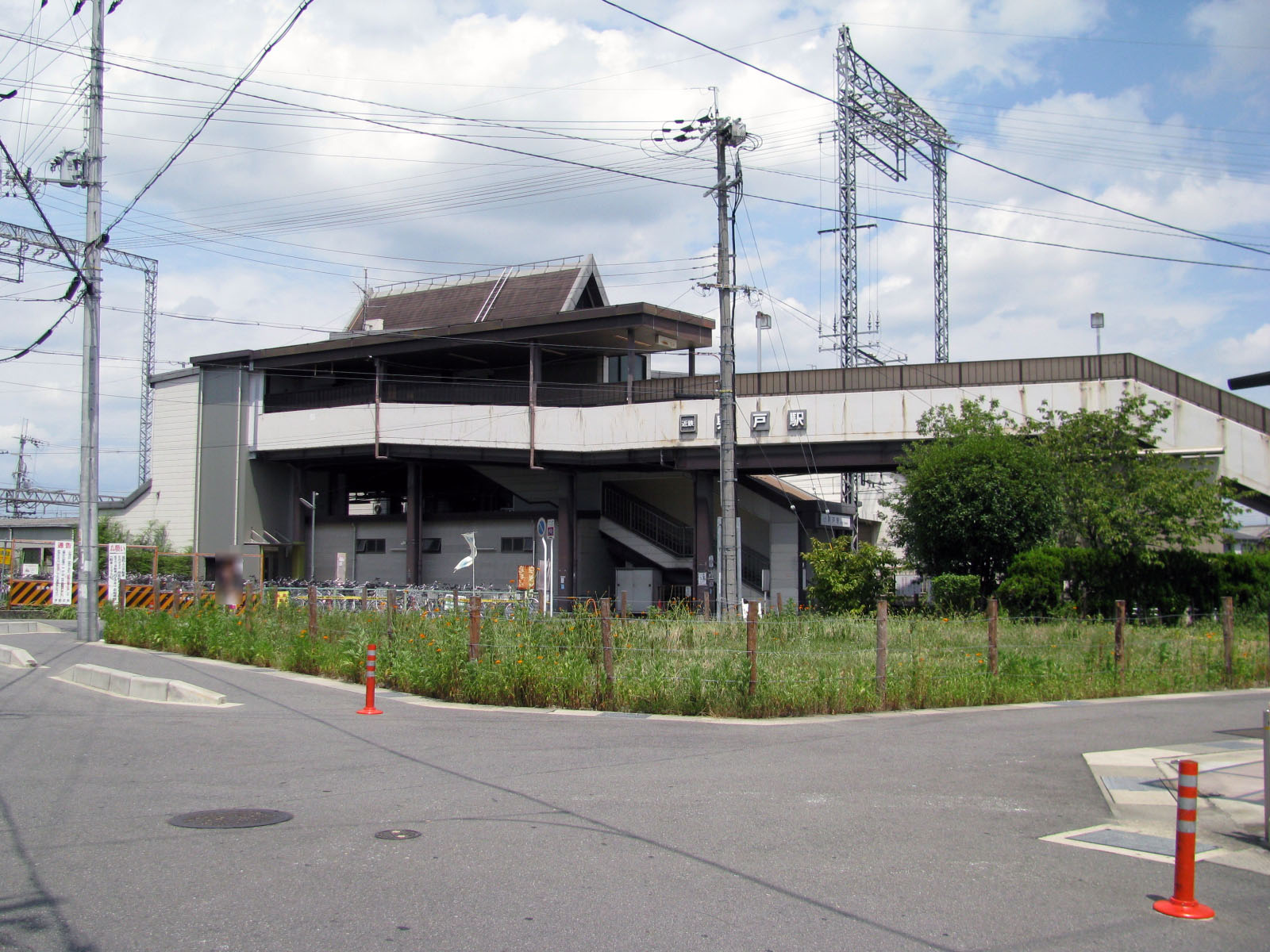
興戶車站
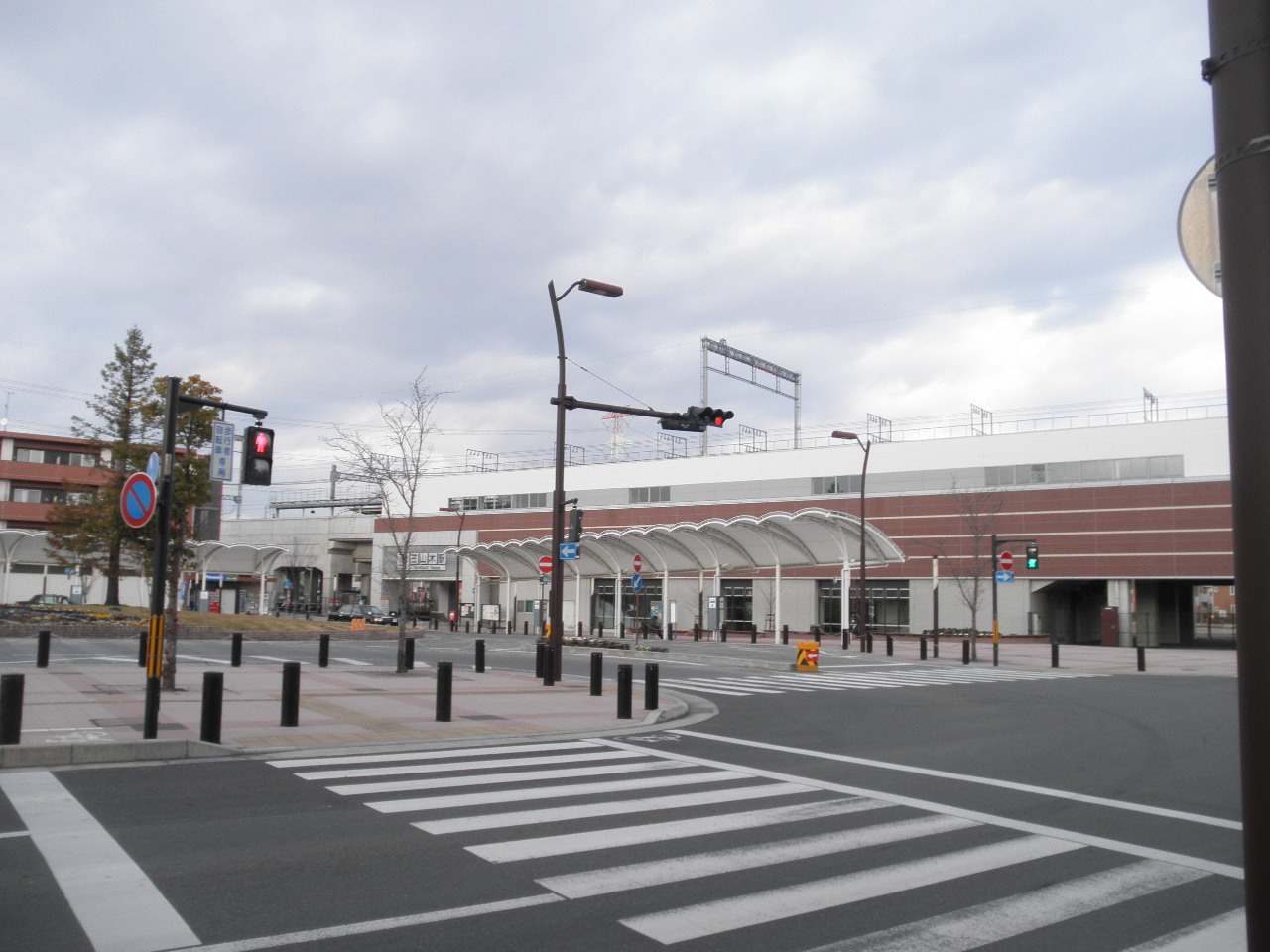
三山木車站
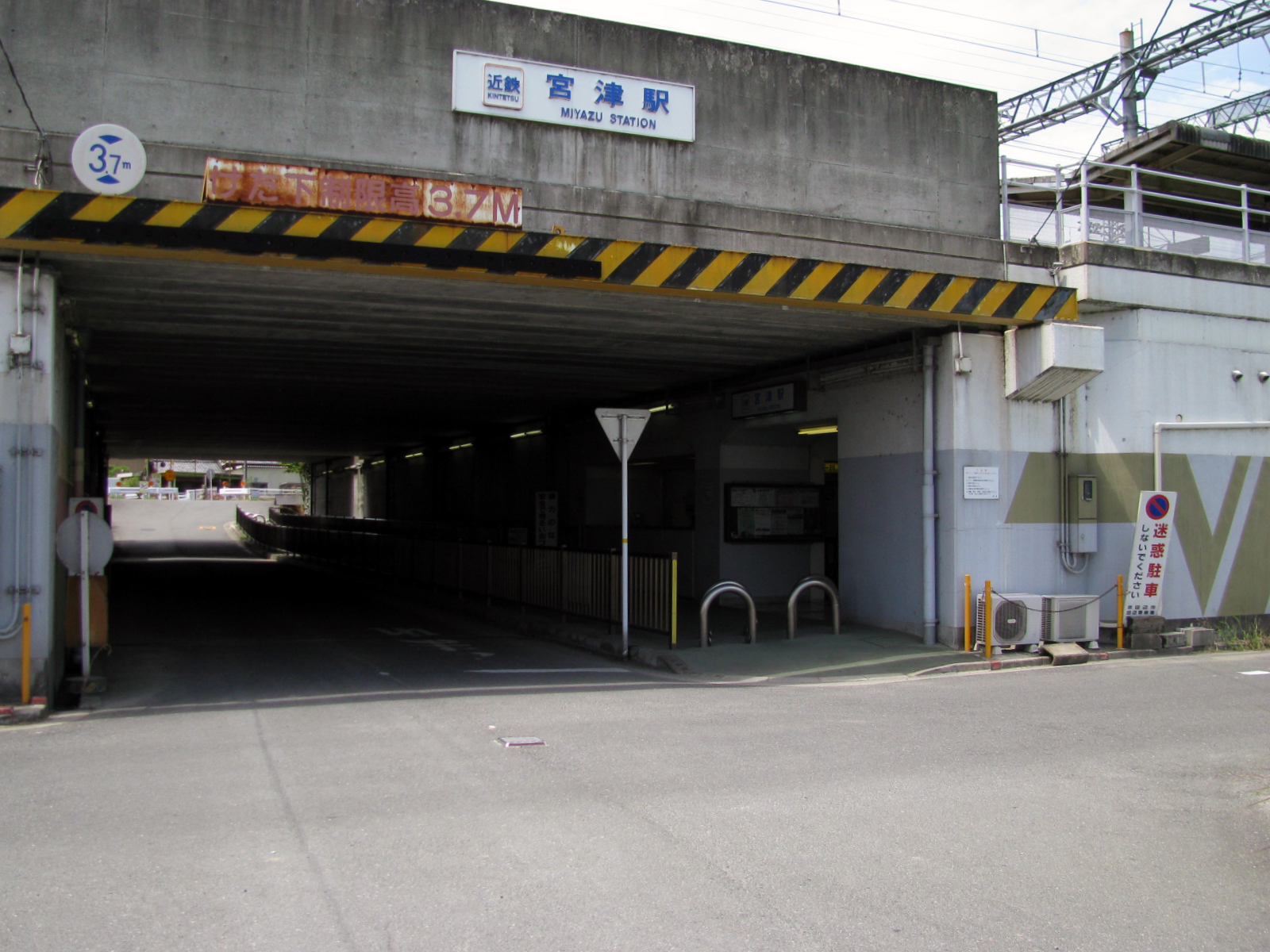
近鐵宮津車站

## 觀光資源
轄內的酬恩庵為15世紀時由著名僧侶一休所重建，一休最終也在此過世，因此酬恩庵也被稱為一休寺。

## 教育
1980年代位於大阪府、京都府、奈良縣交界處的區域，包括大阪府枚方市、交野市、四條畷市、京都府京田邊市、精華町、木津川市、奈良縣生駒市、奈良市被規劃為關西文化學術研究都市，推動為學術、研究、新產業、新文化的發展重點區域；因此在1980年學校法人同志社在此成立同志社國際中學校・高等學校，1986年同屬同志社的同志社大學及同志社女子大學進一步在此設立京田邊校區，2010年同志社又在此購入京都厚生年金休暇中心的土地舊建築成立多多羅校區，使得此地區成為同志社教育事業主要的據點之一。

## 本地出身之名人
- 平井桃：韓國女子團體TWICE成員

## 外部連結
- （日語） 京田邊市政府的Facebook專頁
- （日語） YouTube上的京田邊市政府頻道
- （日語） 京田邊市觀光協會 （页面存档备份，存于）
- （日語） 京田邊市文化協會